# Czaple
Czaple [pronunciación en polaco: /ˈt͡ʂaplɛ/] es un pueblo ubicado en el distrito administrativo de Gmina Płużnica, dentro del Distrito de Wąbrzeźno, Voivodato de Cuyavia y Pomerania, en el norte de Polonia central. Se encuentra aproximadamente a 3 kilómetros al sureste de Płużnica, a 9 kilómetros al oeste de Wąbrzeźno, y a 31 kilómetros al noreste de Toruń.